# Bellinzona (district)
Het district Bellinzona (Italiaans: Distretto di Bellinzona) is een bestuurlijke onderverdeling van het kanton Ticino. Het heeft een oppervlakte van 209,3 km² en telt 45.856 inwoners (eind 2004).

## Indeling
Het district bestaat uit de volgende cirkels (circoli) en gemeenten (communi):

### Circolo di Arbedo Castione
| Gemeentenaam    | Inwoners (31/12/2016) | Oppervlakte (km²) |
| --------------- | --------------------- | ----------------- |
| Arbedo-Castione | 4944                  | 21,3              |
| Lumino          | 1448                  | 10,0              |

### Circolo di Bellinzona
| Gemeentenaam | Inwoners (31/12/2016) | Oppervlakte (km²) |
| ------------ | --------------------- | ----------------- |
| Bellinzona   | 43.428                | 164.96            |

### Circolo di Sant'Antonino
| Gemeentenaam  | Inwoners (31/12/2016) | Oppervlakte (km²) |
| ------------- | --------------------- | ----------------- |
| Cadenazzo     | 2855                  | 8,4               |
| Isone         | 384                   | 12,8              |
| Sant'Antonino | 2452                  | 6,6               |

Bellinzona · Blenio · Leventina · Locarno · Lugano · Mendrisio · Riviera · Vallemaggia